# آکاری فوجینامی
آکاری فوجینامی (به ژاپنی: 藤波朱理،  زادهٔ ۱۱ نوامبر ۲۰۰۳) یک کشتی‌گیر آزادکار کشور ژاپن است.
از افتخارات وی می‌توان به کسب سه مدال طلا بازی‌های المپیک ۲۰۲۴ پاریس و مسابقات قهرمانی کشتی جهان ۲۰۲۱ و مسابقات قهرمانی کشتی جهان ۲۰۲۳ اشاره کرد.